# Sterbitz
Sterbitz ist ein Wohnplatz der Stadt Lenzen (Elbe) des Amtes Lenzen-Elbtalaue im Landkreis Prignitz in Brandenburg.

## Geografie
Der Ort liegt vier Kilometer nordöstlich von Lenzen (Elbe). Die Nachbarorte sind Klein Sterbitz im Nordosten, Leuengarten im Südosten, Rudow im Südwesten sowie Bochin im Nordwesten.